# Michael Kröher
Michael Kröher, Autoren-Name auch: Michael O. R. Kröher (* 1956 in Pirmasens) ist ein Sachbuch-Autor und Journalist mit den Schwerpunkten Wissenschaft, Automobil und Wirtschaft, zuvor auch populäre Musik und Medizin.

## Werdegang
Kröher wurde als ältestes Kind des Volkssängers Heinrich Kröher (1927–2016) geboren. Nach dem mathematisch-naturwissenschaftlichen Abitur 1975 begann er 1983 das Studium der Humanmedizin in Hamburg und Auckland/NZ als Stipendiat der Studienstiftung des deutschen Volkes. Seinen Abschluss machte er 1989 mit ärztlicher Prüfung und Promotion (1990).
Von 1979 bis 1981 war Kröher Volontär bei dem Musikmagazin Sounds, dann Redakteur bei twen. Sein Medizinstudium finanzierte er unter anderem als freier Mitarbeiter bei Die Zeit, Geo, Süddeutsche Zeitung und TransAtlantik. Ab 1983 schrieb er Reportagen und Essays für den Merkur – Deutsche Zeitschrift für europäisches Denken und Der Alltag – Sensationsblatt des Gewöhnlichen, Beiträge in Anthologien von Michael Rutschky (Suhrkamp-Verlag, S. Fischer Verlag) und beim Rowohlt-Verlag. 
Ab 1989 war Kröher Redakteur beim Stern, ab 1990 dort Ressortleiter für Wissenschaft, Umwelt und Medizin. Im Jahr 1995 wechselte er als Gründungs-Chefredakteur zu der Online-Plattform Lifeline nach Berlin, war Mitglied der Geschäftsleitung der Bertelsmann-Springer Gesundheitsgesellschaft mbH. Ab 1997 übernahm er das Ressort für Wissenschaft und Technik bei Die Woche in Hamburg. Über 20 Jahre war Kröher Redakteur und Reporter beim manager-magazin, seit 2018 daneben auch Redakteur bei Harvard Business Manager. Im Jahr 2009 war Kröher 2009 Initiator der Hall of Fame der deutschen Forschung, die er bis 2023 redaktionell und organisatorisch verantwortet hat; von 2001 bis 2019 war er Autor der Automobil-Kolumne Ausfahrt.
Michael Kröher ist verheiratet und lebt als freier Autor mit seiner Familie in Berlin.

## Auszeichnungen
- 1994 auf der Shortlist des Egon-Erwin-Kisch-Preises für die beste Reportage in deutscher Sprache (zusammen mit Katja Gloger)
- 2006 Journalistenpreis Innovationen für Europa des VDE[1]

## Werke
- Wirtschaftsfaktor Wissen – Wie unsere Spitzenforschung den Standort Deutschland voran bringt, Econ-Verlag/Ullstein, 2007, ISBN 978-3-430-30017-9
- In die Sonne, in die Ferne – Auf einer Straße der Sehnsucht ans Mittelmeer (zusammen mit dem Fotografen Wolfgang Groeger-Meier) Corso-Verlag, ISBN 978-3-7374-0712-0
- Tausend Meilen Dolce Vita – Eine Rundreise durch das Land der Lebensfreude (zusammen mit dem Fotografen Wolfgang Groeger-Meier), Corso-Verlag, Hamburg/Verlagshaus Römerweg, Wiesbaden, 2016, ISBN 978-3-7374-0725-0
- Der Club der Nobelpreisträger – Wie im Harnack-Haus das 20. Jahrhundert neu erfunden wurde, Knaus-Verlag, München, 2017, ISBN 978-3-8135-0726-3)
- 500 Meilen Schottland – Entlang wilder Küsten, einsamer Schlösser & leuchtender Himmelsbögen (zusammen mit dem Fotografen Christian Seeling), Corso-Verlag/Verlagshaus Römerweg, Wiesbaden, 2019, ISBN 978-3-7374-0749-6
- Die guten Deutschen. Frieden, Frauenrechte, Nachhaltigkeit – und womit wir die Welt sonst noch bereichert haben. Vergangenheitsverlag, Berlin, 2024. ISBN 978-3-86408-314-3